# Phodoryctis stephaniae
Phodoryctis stephaniae is een vlinder uit de familie van de mineermotten (Gracillariidae). De wetenschappelijke naam van de soort werd voor het eerst geldig gepubliceerd in 1988 door Kumata & Kuroko.